# クジラ類の進化史

およそ80 種におよぶ現生のクジラ類

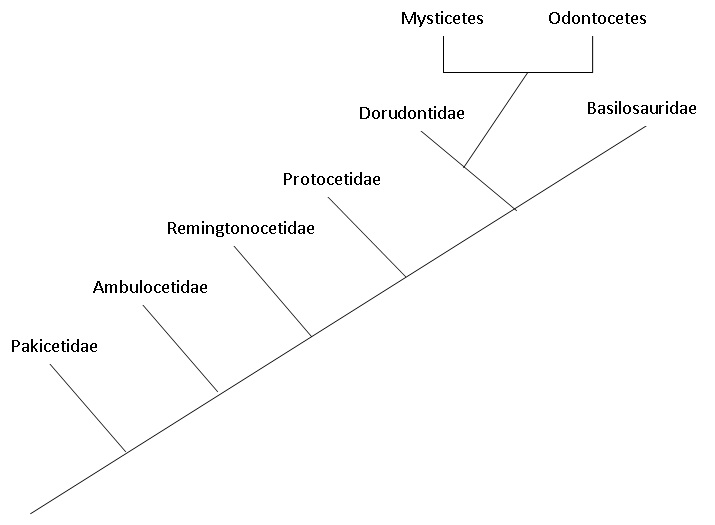
クジラ類の各科ごとの系統樹

本項目ではイルカを含むクジラ類の進化史（クジラるいのしんかし）について記述する。

## クジラ類の分類・系統の研究史

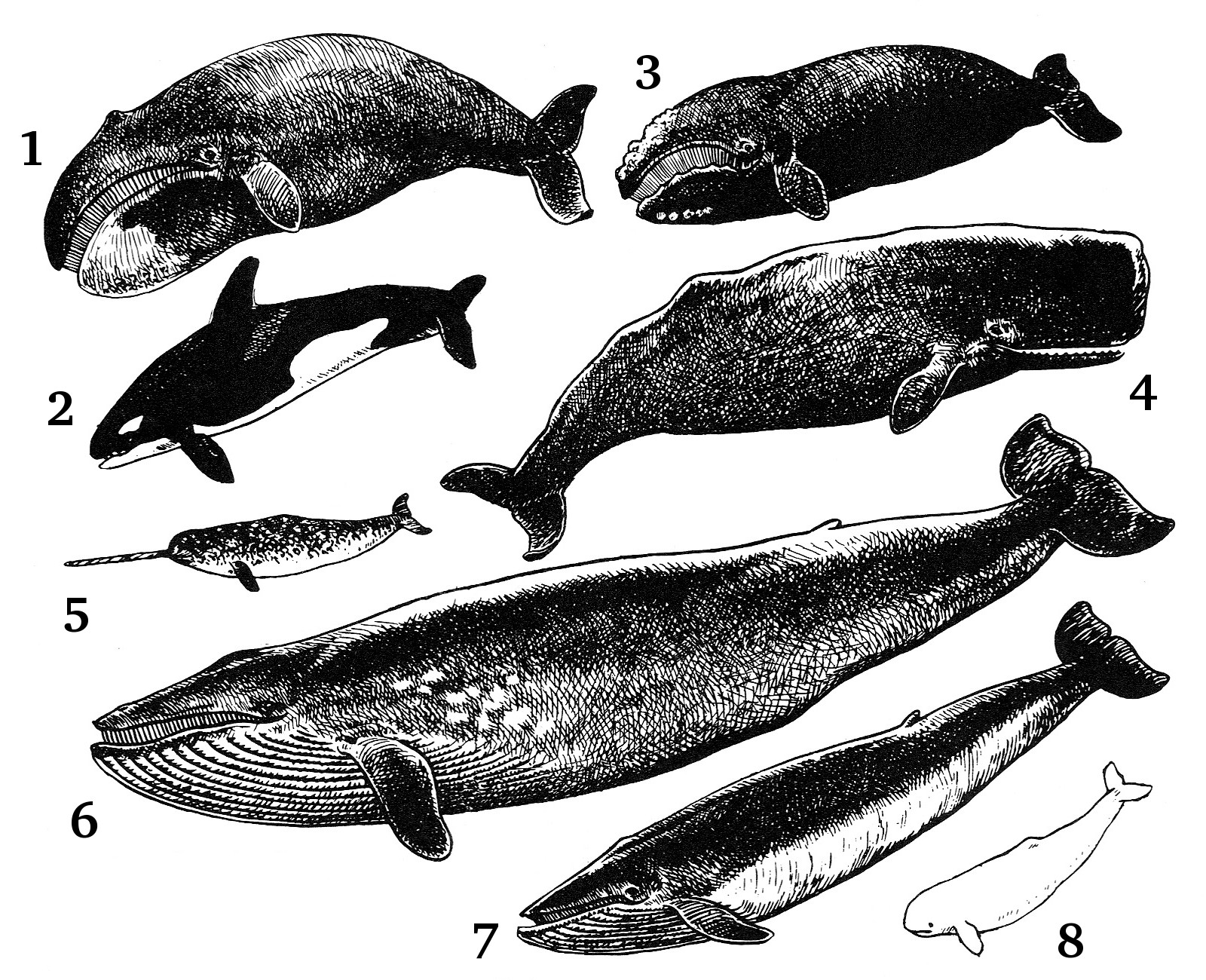
クジラ目の代表的な種
（1.3.6.7.はヒゲクジラ、2.4.5.8.はハクジラ）
1. ホッキョククジラ
2. シャチ
3. セミクジラ
4. マッコウクジラ
5. イッカク
6. シロナガスクジラ
7. ナガスクジラ
8. シロイルカ

陸上哺乳類とクジラ類の共通性については古くから知られていた。例えば、古代ギリシャのアリストテレスはその著書『動物の発生』の中で、クジラ類は鰓呼吸ではなく空気呼吸（潮吹き）をすること、クジラ類は胎生であり授乳をすることなどから、人類や陸上哺乳類とともにクジラ類を胎生動物（現在の哺乳類に相当）という分類群に収めた。
16世紀のピエール・ベロン(Pierre Belon)らは、クジラは陸上哺乳類と同様に肺と子宮を持っていると指摘した。1758年にスウェーデンのカール・フォン・リンネがその著書『自然の体系』の中で、「哺乳類」（Mammalia）という概念を提唱した。リンネ本人はクジラ類を魚類に含めていたが、「哺乳類」という分類概念が浸透するにつれ、クジラ類もその一部であるとひろく認められるようになった。
18世紀後半、フランスの比較解剖学者であるジョルジュ・キュヴィエはクジラを後足のない哺乳類に分類した。クジラ類の組み立て骨格はパリ自然史博物館に展示されていたので、彼は骨格を詳細に観察し、絶滅動物の骨格と比較することができた。その研究の中で、クジラ類の鰭の構造は基本的には陸上哺乳類の前足の構造と同じであること（相同器官）、クジラ類が尾鰭を使って水中を泳ぐ際の背骨の上下方向の運動は、陸上哺乳類が駆ける時の背骨の運動に類似することといった、クジラ類と陸上哺乳類に共通する特徴を見出し、クジラ類は古代の陸上哺乳類の子孫であるという結論に至った。
しかし、クジラ類の祖先は具体的にどのような陸上哺乳類で、どういう過程を経て水中生活に適応していったのか、誰も明示することができなかった。キュヴィエ以来、クジラ類の起源と進化史は哺乳類進化史上の大きな謎とされてきた。
20世紀中盤からの一時期、骨格の特徴などからメソニクス目がクジラ類の祖先であると考えられたことがある。例えば、メソニクス類の臼歯は三角形の特異な形状を示し、原クジラ類と共通している。ほかにも頭骨の構造やその他の解剖学的特徴が原クジラ類と類似していることが指摘された。このことから、メソニクス類をクジラ類の直接の祖先だとする説が長らく信じられていた。
20世紀後半、分子生物学の発展によって、クジラ類とほかの哺乳類との詳細な系統関係が解明された。また、1980年代以降になるとパキスタンなどかつてのテチス海であった地域でさまざまな進化段階のクジラ類の化石が見つかり、最初期のクジラ類の進化史が解明された。これら分子系統学的・古生物学的研究の成果から、クジラ類の祖先は陸生の原始的な”偶蹄類”であること、クジラ類に最も近縁な陸上哺乳類はカバであること、分岐分類学ではクジラ類は”偶蹄類”の中の一系統に過ぎないことが判明した。
この分岐分類学の考えにもとづけば、ラクダ類・イノシシ類とカバ類・反芻類を含んで鯨類を含まない”偶蹄類”は側系統群であり、自然分類群にはなりえない。このため、分岐分類学において”偶蹄類”という分類群は解体された。現在ではかつての偶蹄類とクジラ類のすべてを包括した概念として、鯨偶蹄類という分類名が用いられる。

## クジラ類の最初期の祖先

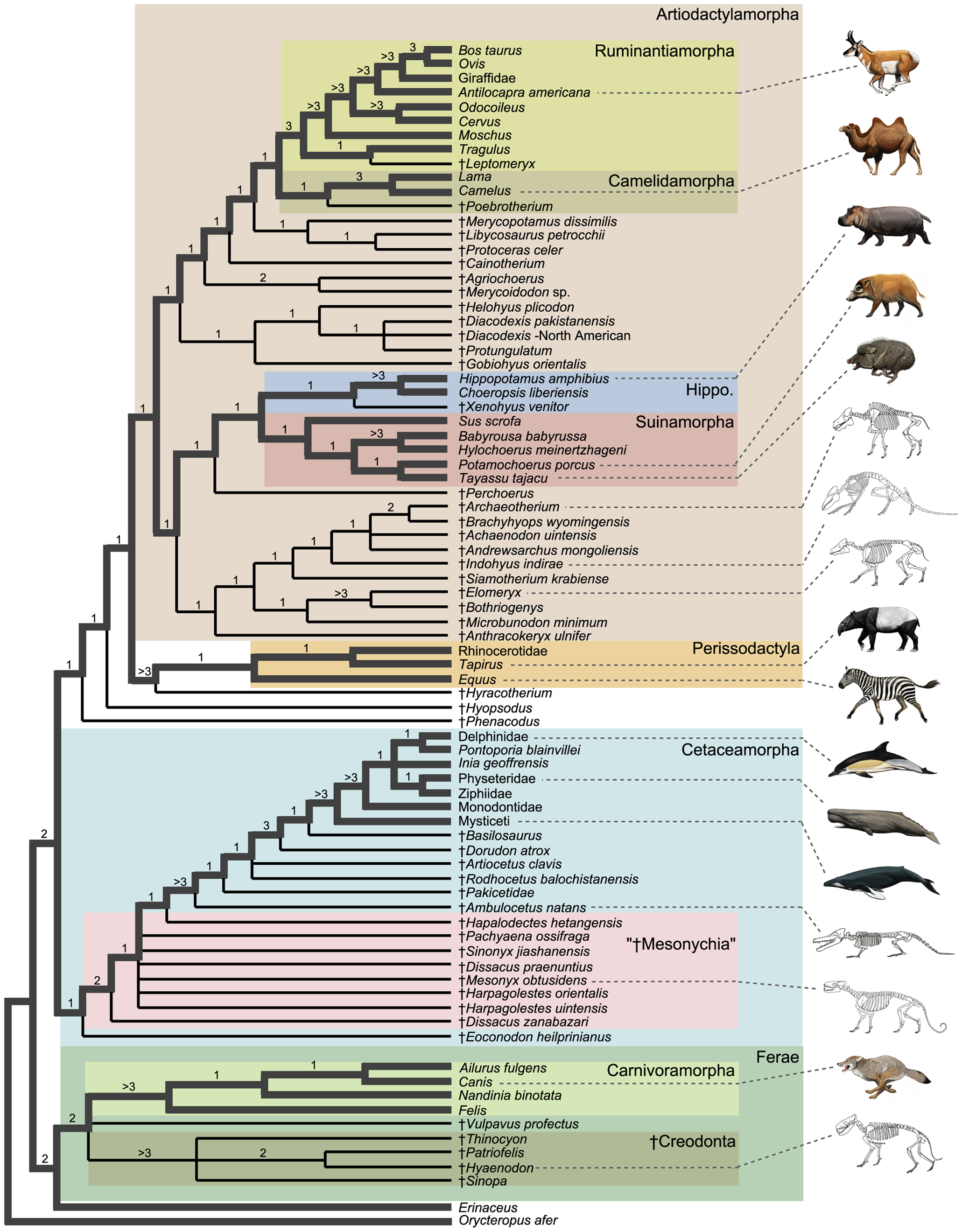
クジラ類、”偶蹄類”を含むローラシア獣類の分岐図

1983年に発見されたパキケトゥスの骨格はメソニクス類のものと大きく異なっており、クジラ類がメソニクス類から分化したものではないことを示していた。むしろ、パキケトゥスは新生代最初期にメソニクス類から分岐した直後に水中生活に適応していった鯨偶蹄類の一種であることを示していた。実際、パキケトゥスを含むクジラ類の祖先は現生の"偶蹄類"が失っているメソニクス的な特徴（三角形の歯など）を多く残していた。
興味深いのは、最初期の有蹄動物の祖先は少なくとも一部が肉食ないし腐食性であったことである。彼らから分化した"偶蹄類"や奇蹄目はその後の進化の過程の中で完全な植物食動物へと変貌を遂げ、本来の肉食動物的特徴を失った。対照的に、現在でもクジラ類は肉食動物（プランクトン食、魚食性のものも含む）であり、肉食動物としての特徴を多く残している。これは、クジラ類が海中で恒温動物として生きていくためには、栄養価の高い動物質の餌のほうが好都合であるためと考えられている。
同様に、メソニクス類も肉食動物として特殊化していく方向に進化していった。しかし、新生代初期には獲物となる大型の植物食動物が少なかったため、メソニクス類の進化は行き詰まった。漸新世には、気候の寒冷化や、肉食動物としてより洗練された肉歯目やその近縁であるネコ目（食肉目）の台頭に押され、メソニクス類は絶滅した。また、原始的なクジラ類も現生に繋がる完全な水生化を果たした系統以外は始新世末期に悉く絶滅していった。

## インドヒウス

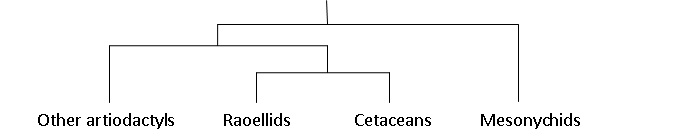
ラオエラ科(Raoellids)、クジラ類、偶蹄類を含む分岐図。インドヒウスを含むラオエラ科は鯨偶蹄類と系統関係を持つ可能性がある。

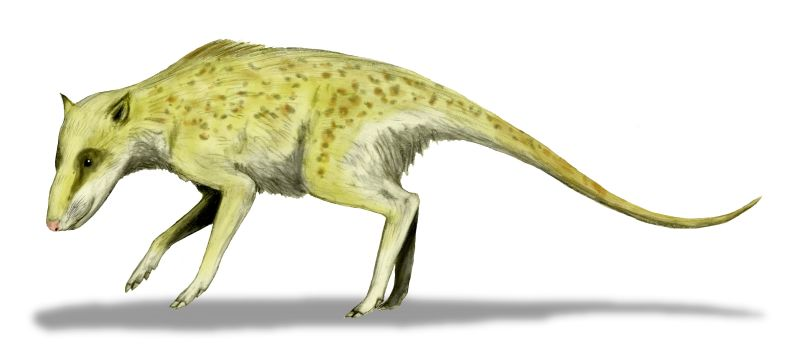
インドヒウスの復元図。

インドヒウスは始新世（約4800万年前）にインド北部のカシミール地方に生息していたマメジカに似た動物である。この動物は鯨偶蹄類のラオエラ科に属し、クジラ類と姉妹群であると考えられている。一方で分類上の位置づけには異論も多い。
この動物とクジラ類との類縁関係には疑念があるものの、両者に共通する特徴がいくつか存在する。特筆されるのは高密度の分厚い骨膜の存在である。骨膜が厚く発達するのはクジラ類とカバのみの特徴であり、そのほかの哺乳類にはない特徴である。これは骨格を重くすることで、水中に潜る際に浮力を減殺するための適応であると考えられている。例えば現生のマメジカなどは、大型猛禽類の捕食から逃れるために水中に数分間潜ってやり過ごすことがある。マメジカと似たような体型のインドヒウスも、身を守るためにそのような防御法をとり、水中生活に適応した形質を獲得したのかもしれない。

## パキケトゥス科

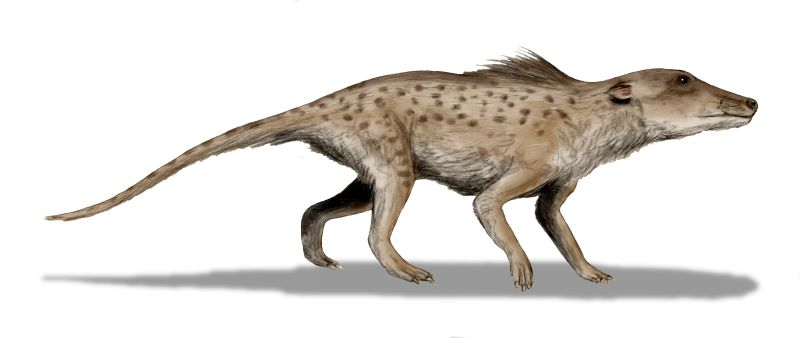
パキケトゥスの復元図

### 全体像
パキケトゥス類はクジラ類最初期の蹄のある動物である 。彼らは5300万年前頃(始新世)に生息していた。彼らの化石は1979年にパキスタン北部の旧テチス海近傍の河川成層から発見された。しかし、その時発見されたのは頭骨のみであり、耳の構造からクジラ類であることは確定したものの、どのような姿の生き物かは推測するしか無かった。身体の骨が発見されるまでには十数年以上かかり、その時には後述のアンブロケトゥスが発見されてしまっていたため、発見者であるフィリップ・ギンガーリッチ(Philip Gingerich)は「足で歩いていたクジラを発見した最初の人物」という栄誉を逃すことになった。
その後、パキスタン北部からインド北西部にかけて次々とパキケトゥスの標本が発見され、それによって、パキケトゥス類は当初考えられていたほど水に適応した動物ではなく、季節性の河川と氾濫原が卓越する乾燥地帯に生息していたらしいことが判明した。また、酸素安定同位体比を用いた研究によれば、普段パキケトゥス類が摂取していた水は淡水であったことが判明している。もしかすると、彼らは淡水を飲んでいた陸上動物を捕食していたか、あるいは淡水に生息する小動物を捕食していたのかもしれない。

### 頭骨の形態
パキケトゥス類は外鼓骨のみからなる鼓胞の特徴によってかろうじてクジラ類に分類される。
パキケトゥス類の鼻孔の位置は現生のクジラ類とは異なるが、全体的な頭骨の形状は似ていた。 眼窩は高い位置にあった。この特徴はパキケトゥス類がワニのように、目と鼻を水上に出して長時間水中に潜んで獲物を狙う狩りを行っていた可能性を示す。Thewissen et al. (2001)によれば、パキケトゥス類の歯は他の原クジラ類に似ていた。パキケトゥス類の歯はイヌの門歯には似ておらず、まるでサメの歯のような鋸歯をもった三角形の歯であった。またパキケトゥス類の下顎骨は、下顎孔(現生のクジラがエコロケーションに使う下顎内部の脂肪に充填されたスペース)を欠いている。
耳の構造は現生のクジラ類のものとは大きく異なっていた。当初、パキケトゥス類の耳は水中音の検知に適応したものだと考えられていた。しかし、このグループの解剖学的研究が進むにつれ、パキケトゥス類の耳は空気中の音響検知に特化していたことが判明した。しかしパキケトゥス類はほとんどの陸上動物と同様に、骨伝導によって水中音を検知することができた。しかし、この聴音方法では水中で音源の方向は分からなかっただろう。

### 骨格の形態
パキケトゥス類は細長い脚を持っていた。一方、手足は相対的に短く、水を掻くのには適した形ではなかった。そのため、遊泳動物としては進歩的ではなかったと考えられている。その代わり、パキケトゥス類の骨格は厚く水中の浮力を相殺するため、水底で活動するのに適していた(骨硬化)。Thewissen et al. (2001)によれば、パキケトゥス類の骨格は水中生活よりもむしろ、跳ねたり走ったりする陸上生活のほうに向いていたという。

## アンブロケトゥス科

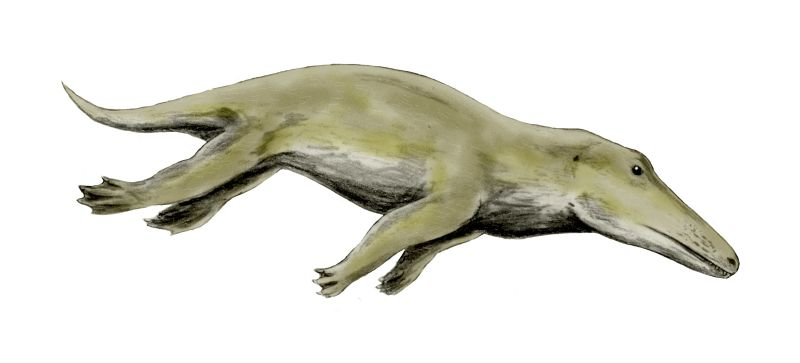
アンブロケトゥスの復元図。

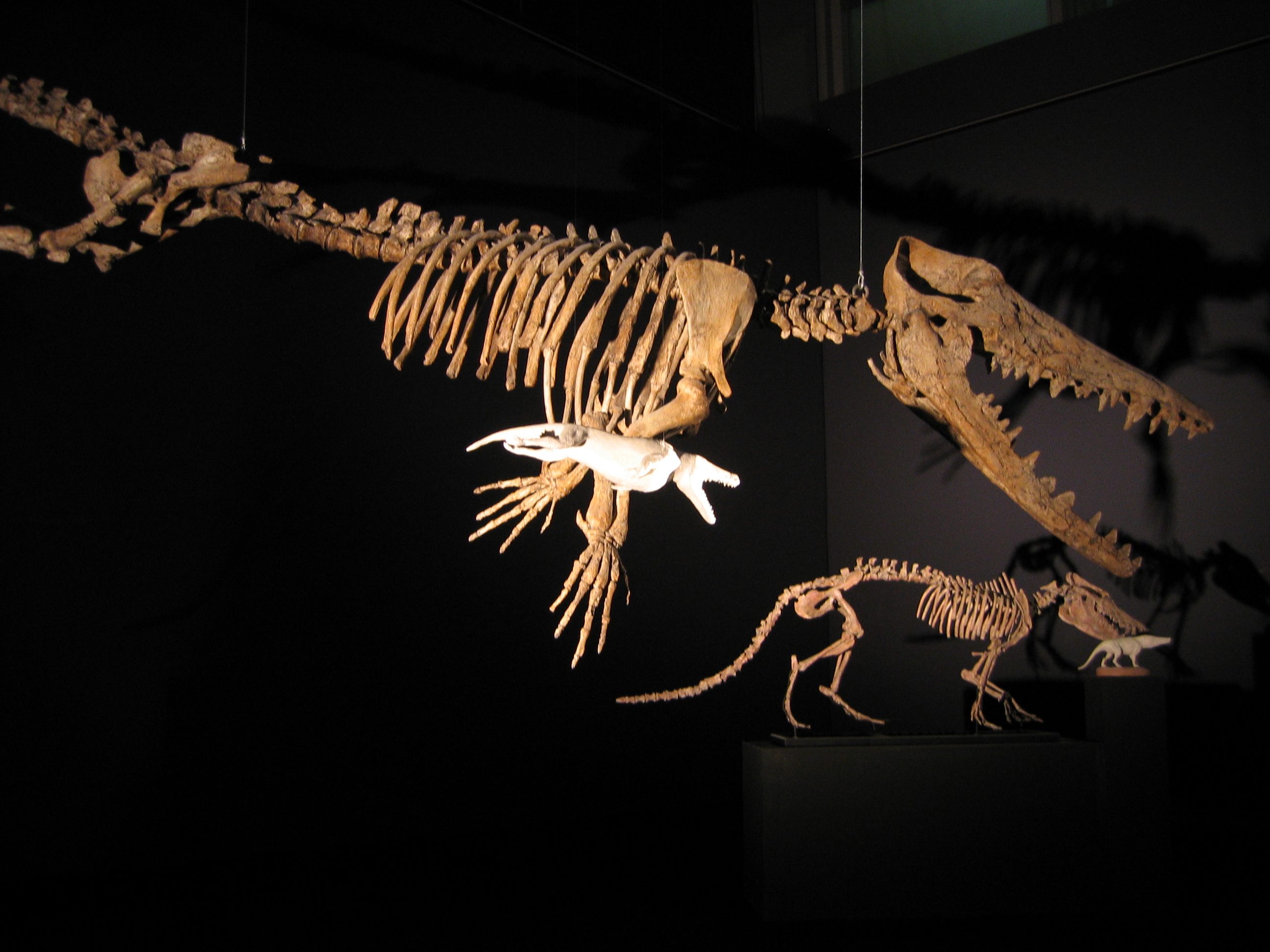
パキケトゥス（右奥）とアンブロケトゥス（左手前）の骨格の比較

### 概要
1994年、ギンガーリッチの弟子ハンス・テーヴィスン(J.G.M.Hans Thewissen)により、パキスタンの4900万年前（始新世）の地層からアンブロケトゥスの化石が発見された。アンブロケトゥスはおそらく水陸両棲の生物で、全体的な形態はワニ類に似ていた。アンブロケトゥス類は現在のパキスタン北部に相当する、始新世のテチス海の沿岸部や河口部に生息していた。アンブロケトゥス類の化石はいつも、大量の海生植物や沿岸生の貝化石とともに、海岸近くの浅海成層から見つかる。
古生物の生態を復元する方法の一つとして、歯が石灰化する際に取り込まれた酸素の同位体比を測定して、生息場周辺の水環境を復元する手段が用いられる。アンブロケトゥス類のいくつかの標本の酸素同位体比データからは、彼らが真水を摂取していたらしいことが分かった。一方その他の標本のデータからは、彼らが海水を摂取していたことが判明した。このようなことから、アンブロケトゥス類は淡水域、汽水域、海水など、さまざまな塩分濃度の水環境に生息していたことが分かる。
このように、アンブロケトゥス類は淡水域から海へ進出しつつあったクジラ類の進化段階を象徴している。

### 頭骨の形態
アンブロケトゥス類の下顎孔はパキケトゥス類のものよりも拡大した。このことは、エコロケーションに用いられる脂肪塊が下顎に収納されていたことを示す。現生のクジラ類では、脂肪塊は中耳の後方にまで拡大している。このことはアンブロケトゥス類がすでに原始的ながらもエコロケーションを用いて水中で活動していたことを意味している。パキケトゥス類に似て、アンブロケトゥス類の眼窩は頭骨の高い位置にあったが、頭骨はパキケトゥス類よりも扁平であった。

### 骨格の形態
アンブロケトゥス類は長い肋骨と強力な後肢を備えていた。一方で、現生のクジラのような尾鰭は無かった。彼らはなんとか陸上を歩くことができたが、それほど早く移動できなかっただろう。アンブロケトゥス類はワニのように浅瀬で待ち伏せをして、水辺に近寄った動物や魚をしとめていたと考えられる。
アンブロケトゥス類は後肢ごと下半身を上下にうねらせて推力を得ていたのだろう。同時に、現生のアザラシやカワウソ、クジラのように尾を振り下ろすことでも推力を得ていたとされる。これはクジラ類の遊泳能力の進化過程においては中間的な段階である。なお、現生のクジラ類は尾鰭のついた尾を上下に振幅させて推力を得る。

## レミングトノケトゥス科

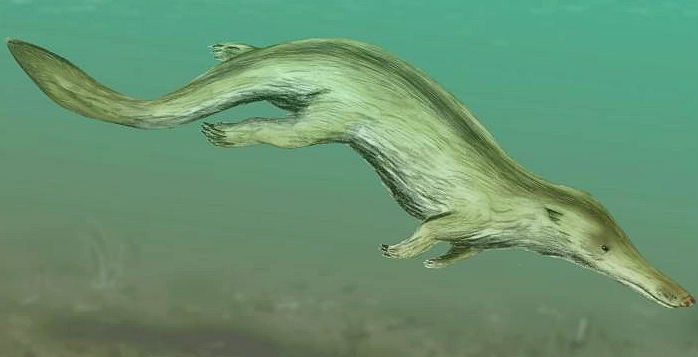
レミングトノケトゥス類の一種、カッチケトゥスの復元図

### 概要
レミングトノケトゥス類はおよそ4900万年前〜4300万年前（始新世中期）の南アジアに生息していた。パキケトゥス科やアンブロケトゥス科に比べれば、レミングトノケトゥス科はパキスタン北部から中部、さらにはインド西部にかけて生息していた多様なグループである。レミングトノケトゥス類は浅海成層から見つかるが、その形態は明らかにアンブロケトゥス類よりも水中生活に特化している。このことは、彼らの化石が沿岸部の極浅海成堆積物や潟湖成堆積物など、さまざまな海浜環境の堆積物から見つかることからも分かる。
前述の酸素同位体比の研究から、ほとんどのレミングトノケトゥス類は淡水を摂取していなかったことが示された。このことから、彼らは淡水に依存しておらず、水分摂取は海中で行っていたことが推定される。このように、レミングトノケトゥス類はほぼ完全に海浜環境に適応した進化段階に相当する。

### 頭骨の形態
レミングトノケトゥス類の眼窩は側面を向いており小さい。これは彼らがあまり視覚に頼っていなかったことを意味している。鼻孔は長い吻部の先端にある。鼻孔の位置はパキケトゥス類以来変化していない。特筆すべき特徴は、三半規管が退化していることである。このことはレミングトノケトゥス類が本格的に海洋環境へ進出していったことを意味する。Spoor et al. (2002)によれば、この三半規管の変化はクジラ類の初期進化史におけるターニングポイントであった。この変化によって、クジラ類は感覚機能的には完全に水中生活へと移行した。

### 骨格の形態
アンブロケトゥス類と比べれば、レミングトノケトゥス類は短い四肢を持っていた。彼らの骨格の解剖学的研究によれば、レミングトノケトゥス類はかろうじて陸上でも活動できた。水中では、後肢を使わずに尾の振り下ろしのみで泳いでいた。

## プロトケトゥス科

### 概要
プロトケトゥス類は多様なグループであり、アジア、ヨーロッパ、アフリカ、北アメリカから見つかっている。彼らはおよそ4800万年前〜3500万年前（始新世）にかけて生息していた。プロトケトゥス類の化石はそれ以前のクジラ類とは異なり、南アジアやアフリカ、北アメリカの海洋堆積物からも見つかっている。プロトケトゥス類はインド亜大陸に留まらず、亜熱帯の浅海域を中心に汎世界的な分布をもった最初のクジラ類である。
プロトケトゥス科にはロドケトゥスなど多くの属が含まれる。プロトケトゥス類は水陸両棲生物だった可能性があるが、レミングトノケトゥス類に比べるとはるかに水中生活に適応していた。水中生活への適応度には大きなばらつきがあり、いくつかの属は陸上を歩くことができた。このグループが水陸両棲であったことはマイアケトゥスの発見からも裏付けられた。マイアケトゥスの化石には胎児が残っており、現世のクジラとは異なり胎児は頭から産まれてくる姿勢を示していた。このことは、マイアケトゥスが陸上で出産していたことを意味する（頭から胎児が産まれてくると、水中では胎児が窒息してしまう）。

### 頭骨の形態

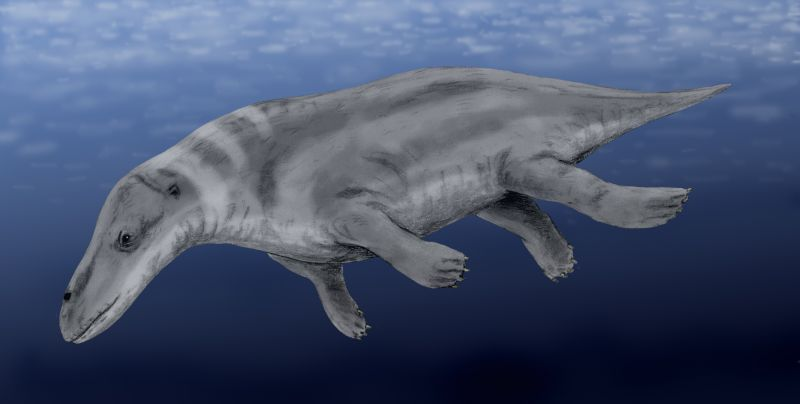
ロドケトゥスの復元図

レミングトノケトゥス類やアンブロケトゥス類とは異なり、プロトケトゥス類は側面を向いた大きな眼窩を持っていた。両目が側方を向いているのは、現世のクジラと同様に、水中で捕食活動を行う視界を確保するためだったのかもしれない 。さらに、鼻孔は吻部の中程にあった。歯の形状はさまざまで、プロトケトゥス類の食性が多様であったことを示唆している。
アンブロケトゥス類でもプロトケトゥス類でも、下顎孔は拡大する傾向にある。大きな下顎孔の存在はエコロケーションに用いた脂肪塊の存在を意味する。水中聴覚を高めるために、耳を取り巻く空洞が現世のクジラ類には存在する。しかし、プロトケトゥス類にはまだその空洞は存在していない。現世のクジラ類では失われている外耳道はまだ残っていた。クジラ類の進化において、空気中の音を検知する機能はプロトケトゥス類の段階で失われたと考えられる。一方で、プロトケトゥス類の水中聴覚は音源の方向がはっきりとは分からない程度の貧弱なものだった。そのため、プロトケトゥス類の聴力はパキケトゥス類と現世の歯クジラ類の中間的なものだったのだろう。

### 骨格の形態
プロトケトゥス類の一部は短く太い手足を持っており、それらを泳ぎに用いたと考えられる。しかし、陸上を歩くためにはあまりにも貧弱な手足だった。一方で、一部のプロトケトゥス類には尾鰭が備わっていた可能性がある。いずれにせよ、プロトケトゥス類が従来のクジラ類に比べて水中生活により順応していたのは明らかである。例えばロドケトゥスでは、仙骨は複数の仙椎に分離しており、腸骨はその仙椎のうちのひとつと結合している（通常の陸上哺乳類では、仙骨は5つの椎骨が腸骨と固く融合している）。また、クジラ類の祖先は蹄をもっていたが、ロドケトゥスにも爪先に蹄が残っていた。

## バシロサウルス科とドルドン亜科

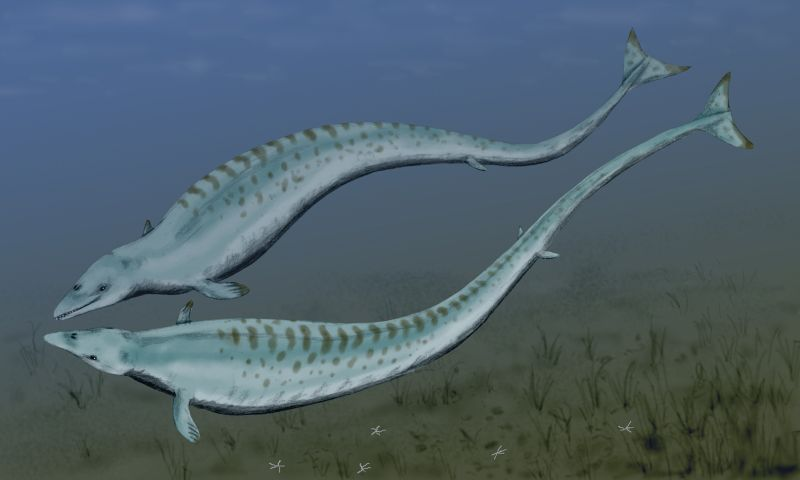
バシロサウルスの復元図

### 概要
バシロサウルスは1840年に爬虫類と間違えて記載された。そのため、「爬虫類の王」を意味するこの名がついた。
バシロサウルス類とドルドン類はともに4100万年前〜3500万年前（始新世後期）に生息していた。このグループは最初の完全な水生のクジラ類でもある。彼らは完全に遠洋性の生活を営んでいた。通常、彼らの化石は淡水が全く流入しない遠洋性の堆積物から見つかる。バシロサウルス類とドルドン類は熱帯〜亜熱帯の海域にひろく分布を拡げた。バシロサウルス類の化石はドルドン類の化石と一緒に見つかることが多い。実際、彼らは互いに近縁な系統である.。バシロサウルス類の胃内容物が知られており、彼らは魚食性だったことが判明している。

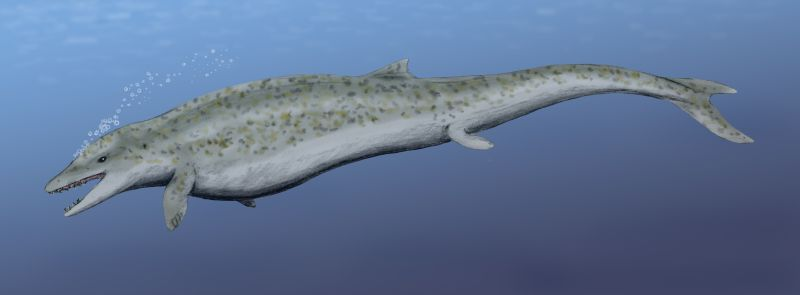
ドルドンの復元図

### 頭骨の形態
バシロサウルス類とドルドン類の頭骨は現世のクジラのものに非常によく似ている。しかし、バシロサウルス類とドルドン類にはメロン体がない。彼らの脳容量は小さく、現世のクジラ類のように複雑な社会性を持ってはいなかったと考えられている。バシロサウルス類とドルドン類の下顎孔は現世のクジラ類のように深く入り込んでいた。彼らの眼窩は側方を向き、鼻孔は吻部の高い位置に移動した。さらに耳の構造は現世のクジラ類のものに近くなり、耳と頭骨の間に空洞が発達した。一方で、外耳道はまだ残っていた。

### 骨格の形態
バシロサウルス類もドルドン類も現世のクジラ類に近い骨格を持っていた。バシロサウルスは現世のクジラよりも大きく、全長18 m (60 ft)以上に達した。ドルドン類はやや小さく、全長5 m (16 ft)ほどである。
バシロサウルスの全長が長いのは、腰部の椎骨が異常に伸長していることによる。彼らは尾鰭を持っているが、異常に細長い体型をしていることから、尾全体をくねらせて泳いでいたと考えられる。尾鰭自体はそれほど推進力はなかったであろう。対照的に、ドルドン類は短く太い脊柱を持っていた。彼らも尾鰭を持っており、バシロサウルス類とは異なり、現世のクジラのように尾鰭を使って活発に泳いでいたと考えられる。
バシロサウルス類とドルドン類の前肢はひれ状であったと思われる。また、後肢はきわめて小さく、泳ぎの役には立たなかった。一方で、指にはアンブロケトゥス類のような可動関節を残していた。バシロサウルス類の後肢は小さいが、骨格の構造はしっかりとしている。この小さな後肢は交尾器として役に立ったのかもしれない。興味深いことに、バシロサウルス類の腸骨はもはや脊柱に接続していない。また、仙椎もほかの椎骨と全く同じ形をしている。

### 現生のクジラ類の祖先
バシロサウルス類もドルドン類も現世のハクジラ亜目、ヒゲクジラ亜目に非常に近縁な系統である。しかしFordyce and Barnes (1994)は、巨大な体のサイズと異常に伸長した椎骨の特徴から、バシロサウルス類は現世のクジラ類の直接の祖先ではあり得ないとしている。ドルドン類の一部には伸長した椎骨を持たないものがあり、それが現世のクジラ類の直系の祖先に近いのかもしれない。

## 初期のエコロケーション

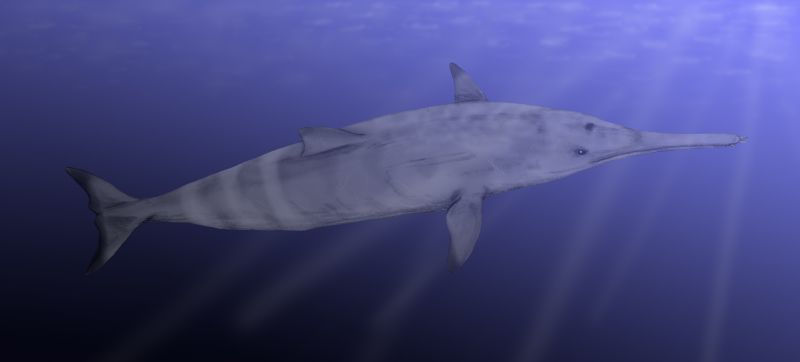
スクアロドンの復元図

ハクジラ類はさまざまな波長のクリック音をエコロケーションに使用している。ハクジラ類は音波を前頭部にあるメロン器官から射出し、物体から跳ね返った音波を下顎でキャッチする。 スクアロドンの頭骨から、彼らがエコロケーションを使用した最初期のクジラ類であることがわかっている。スクアロドンはおよそ3300万年前〜1400万年前(漸新世前期から中新世中期)にかけて生息していた。スクアロドンは現生のハクジラ類といくつか共通する特徴を持っている。頭蓋は扁平になり、吻部はテレスコープ化している。スクアロドンは現生のハクジラ類、特にイルカによく似ているが直系の祖先ではないと考えられている。

## 初期のヒゲクジラ類

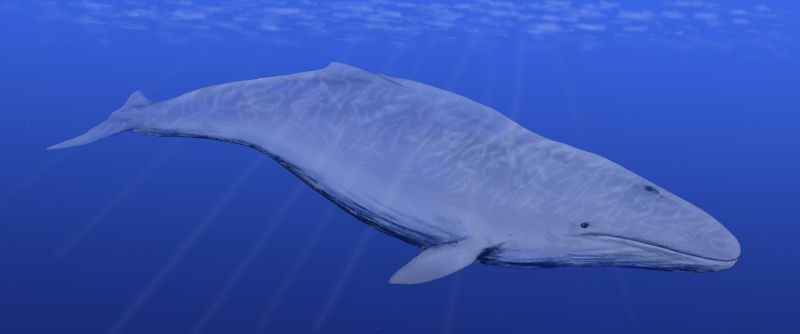
ケトテリウムの復元図

すべてのヒゲクジラ類は鯨ひげを備えた濾過摂食者であるが、食性は大きく異なる。 プランクトンから小魚まで海水ごと一飲み(gulp-feeding)にするナガスクジラや、小さなプランクトンをすくい取る(skim-feeding)セミクジラ、底生動物を漁るコククジラなどがいる。当然、それぞれの食性にあわせて鯨ひげの構造・性質は大きく異なる。
最初期のヒゲクジラ類は中新世中期に出現した。ヒゲクジラの出現は世界的な海洋環境の変動に影響されたのかも知れない。海流系と水温の大きな変化はヒゲクジラの種分化を促し、原始的な種を淘汰していったのかもしれない。現生のヒゲクジラ類は、ナガスクジラ科（イワシクジラ、ナガスクジラなど）、セミクジラ科、コククジラ科、コセミクジラ科の4科からなる。現在、ヒゲクジラ類の直系の祖先は未発見である。ケトテリウム科ないし、その近縁の未知の種から現生のヒゲクジラ類が発生したと考えられている。

## 初期のイルカ類

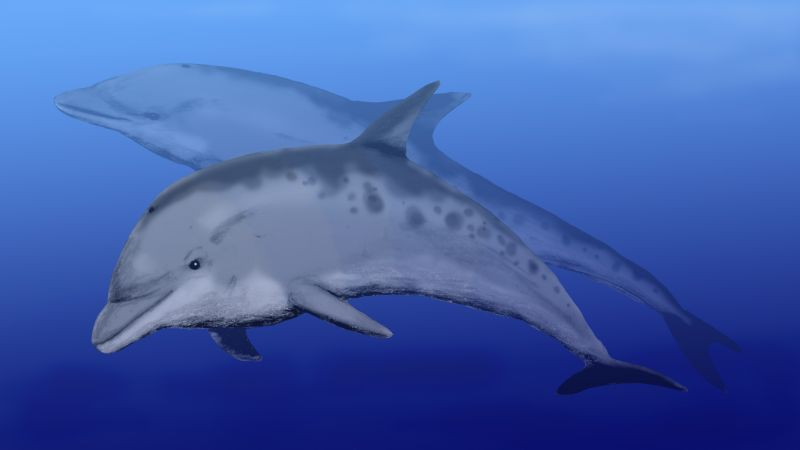
ケントリオドンの復元図

およそ2000万年前（中新世前期）にハクジラ類は現在のようなエコロケーション能力を獲得したと考えられる。その時期、現生のイルカに繋がるケントリオドン科が出現した。ケントリオドン科は漸新世後期〜中新世前期に生息していた小-中型のハクジラ類で、頭骨は左右対称である。彼らはエコロケーションを用いて小魚やネクトンを捕食していたと考えられ、おそらく群れを形成していた。このグループの中から現生のイルカが出現したと考えられている。ケントリオドン科の多様性、形質、分布域は現生のイルカに匹敵していた。

## 骨格の進化傾向

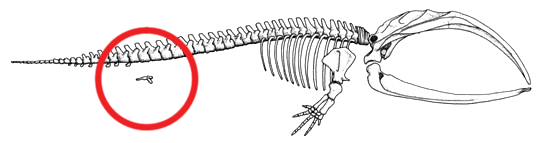
セミクジラの骨格。赤丸の中に退化した骨盤と後肢の骨格がある（痕跡器官の好例）。

現生のクジラ類の骨盤と後肢の骨格は著しく縮小し、皮膚の中に埋もれたまま肢として役に立つことはない。ごくまれに、遺伝子配列の異常から先祖返りした個体が小さな後肢のような構造を持つことが知られている。
また、パキケトゥスのような最初期のクジラ類は吻部の先端に鼻孔を持っていたが、ロドケトゥスなどの後のクジラ類では鼻孔が頭頂部へと移動をはじめている。この現象はテレスコーピング化として知られる。現生のクジラ類の鼻孔は噴気孔（生物学）として、頭頂部にわずかに割れ目があるだけになってしまった。
同様にクジラ類の耳も進化の過程で外耳が失われて、体内に埋もれてしまった。バシロサウルスの段階あたりから、中耳が下顎を介して音を感知するようになった。現生のハクジラ類はメロン器官を使って音波を出し、下顎で反射音を感知する（エコロケーション）。

現生のハクジラ類のエコロケーションの説明図。メロン器官を通して音波を発し（緑）、反射波（赤）を下顎で検知する